# 北京南郊机场
北京南郊機場是位於中華人民共和國北京市大興區的軍用機場，項目代號為2527工程，由中建三局及中國二冶分別承建機場整體及飛機庫，於2017年動工，2019年完工啟用。完工後，此機場與相鄰的北京大興國際機場，分別取代了原北京南苑機場的軍用及民航角色，隶属于中国人民解放军空军航空兵第三十四师。

## 背景
2017年興建初期，有關這個機場的消息不多，甚至被當作是鄰近的大興國際機場的一部分。直至2019年5月，在北京市、廊坊市及保定市政府分別就大興及南苑新機場發出的禁飛區通告中，才證實這機場的存在，當時的名稱為「南苑新機場」。及後，機場於同年6月30日完成校飛，9月尾完工啟用，但名称已改为北京南郊机场。而在大興國際機場的航圖中，亦有標示此機場，但加上了「Unserviceable」（不供使用）的字樣，以資識別。

## 爭議
在2017年9月，由於施工團隊在未獲批准前砍伐機場工地內110棵枯樹，被北京市大興區園林綠化局罰款35,750元人民幣。
而在2018年，亦有五名榆垡鎮南黑垡村村民入稟控告政府強行徵收土地，以供興建南苑新機場，最後被法院拒绝立案，機場建設如期進行。